# David Finbow
David „Dave” Finbow (ur. 27 lutego 1968 w Worcesterze) − angielski snookerzysta.
Karierę zawodowego snookerzysty rozpoczął w 1991 roku. W swojej karierze udało mu się pokonać graczy takich jak Ronnie O’Sullivan, Ken Doherty i James Wattana. W całej swojej karierze pięciokrotnie doszedł do ćwierćfinałów w turniejach rankingowych.
Jego wyniki częściowo spowodowane były faktem, iż Finbow cierpi na ataki lęku, których efektami były mdłości i brak koncentracji w meczu. Mimo przepisywanych leków nie udało mu się przezwyciężyć ataków lękowych. Podczas turnieju UK Championship 2001 pokonał Davida Graya i Dave’a Harolda, jednak w meczu trzeciej rundy rozgrywanym przeciwko Ronniemu O’Sullivanowi doznał szczególnie mocnego napadu lęku i przy stanie 0-8 poddał mecz.
W trakcie sezonu 2002/2003 ogłosił iż wraz z zakończeniem tego sezonu, kończy profesjonalną karierę.